# Joe + Belle
Pour plus de détails, voir Fiche technique et Distribution.
Joe + Belle (ג'ו + בל) est une comédie dramatique indépendante israélienne écrite, produite et réalisée par Veronica Kedar, sortie en 2011.

## Synopsis
Deux jeunes filles, dont l'une est hétérosexuelle au caractère trempé et l'autre dérangée qui vient de sortir d'un asile psychiatrique, tombent amoureuses sur la route entre Tel Aviv et Sderot, fuyant du meurtre d'un petit-ami de cette première.

## Fiche technique
- Titre original : ג'ו + בל
- Titre international : Joe + Belle
- Réalisation : Veronica Kedar
- Scénario : Stav J. Davis et Veronica Kedar
- Direction artistique : Marina Gurevich
- Costumes : Ofri Barel
- Photographie : Ron Haimov
- Montage : Daniel Keysary
- Musique : Daphna Keenanau
- Production : Amir Fishman et Veronica Kedar
- Société de production : Wolfe Video
- Budget : 110 000 de shekalim
- Pays d'origine : Israël
- Langue originale : hébreu
- Genre : comédie dramatique
- Durée : 80 minutes (1 h 20)
- Dates de sortie :
  -  Israël : 1er juin 2011
  -  États-Unis : 1er juillet 2011

## Distribution

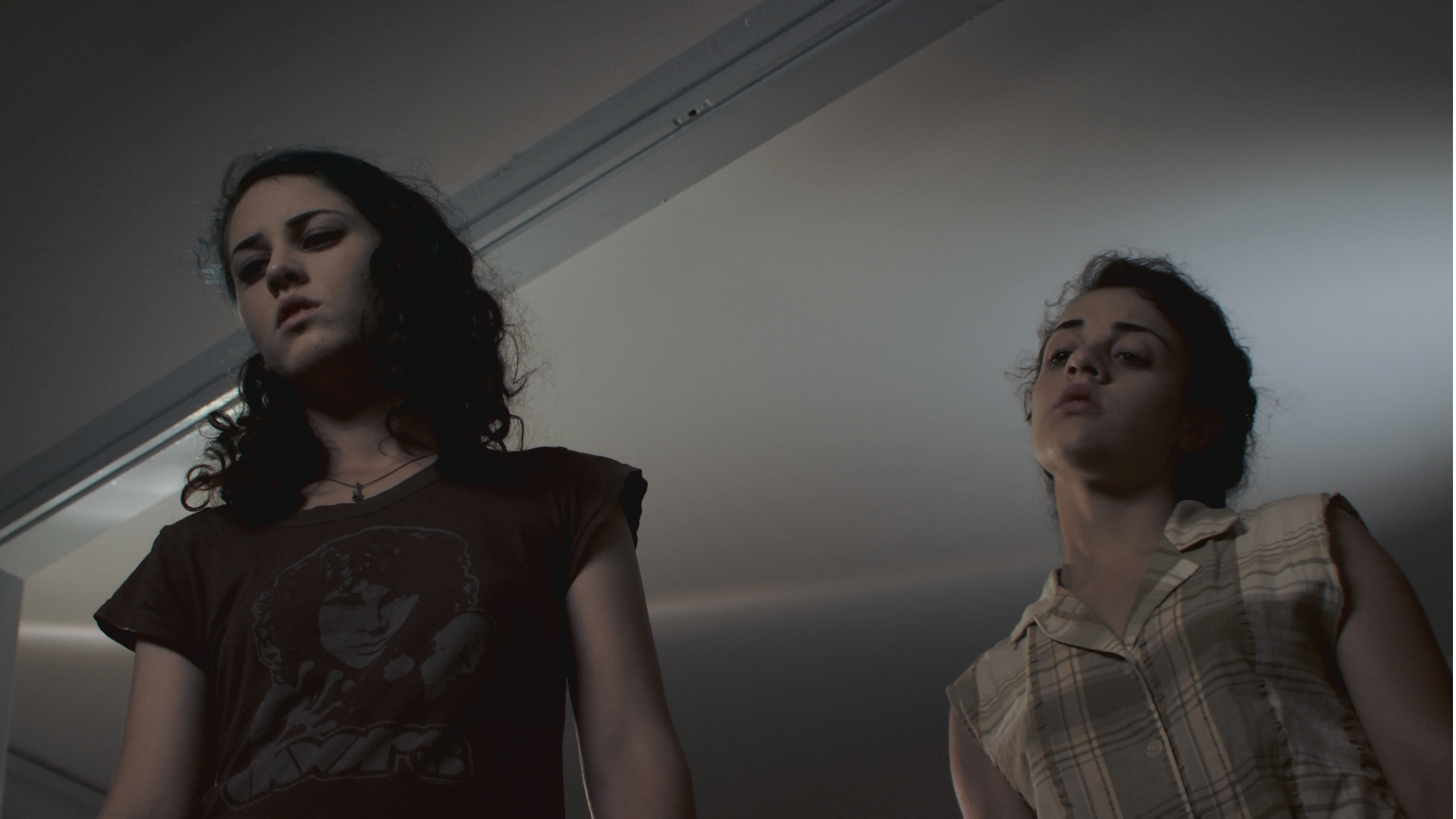
Veronica Kedar et Sivan Levy

- Veronica Kedar : Joe
- Sivan Levy : Belle
- Romi Aboulafia : Abigail
- Irit Gidron : Shoshi
- Yotam Ishay : Matan
- Florence Bloch

## Production
Le tournage a duré quinze jours, à partir de novembre 2009, en Israël.

## Festivals
Joe + Belle a été projeté dans de nombreux festivals :
- États-Unis : 7 juillet 2011 : au Outfest, Festival de cinéma gay et lesbien de Los Angeles[1]
- France : 28 mars 2012 au Festival du cinéma israélien de Paris[2]
- France : 9 mai 2012 au Festival Cinépride de Nantes[3]
- Suisse : 9 mai 2012 au Festival Pink Apple[3]
- Suède : 12 mai 2012 au Cinema Queer Stockholm[3]
- Israël : 12 juin 2012 au TLV, Tel Aviv GLBT Film Festival[3]
- Israël : 18 juin 2012 au Special Screening in the Tel Aviv Cinematheque[3]
- États-Unis : 18 juin 2012 au Frameline, San Francisco International LGBT Film Festival[3]